# تگوویشته
تگوویشته (به صربی: Tegovište) یک منطقهٔ مسکونی در صربستان است که در ولادیچین خان واقع شده‌است. تگوویشته ۱۸۳ نفر جمعیت دارد.